# Soft Leaves
Soft Leaves ist ein Filmdrama und das Spielfilmdebüt von Miwako Van Weyenberg. Der Coming-of-Age-Film feierte Anfang Februar 2025 beim Internationalen Filmfestival Rotterdam seine Premiere und soll Ende März 2025 in die belgischen Kinos kommen.

## Handlung
Die Eltern der 11-jährigen Yuna haben sich getrennt, als sie noch klein war. Ihre Mutter kehrte nach Japan zurück, um erneut zu heiraten und eine neue Familie zu gründen, und ließ sie mit ihrem Vater in Belgien zurück. Jahre später fällt dieser nach einem Unfall ins Koma, woraufhin ihre Mutter zurückkehrt, diesmal mit einer Halbschwester, die Yuna kaum kennt. Yunas Leben wird durch diese Veränderungen völlig auf den Kopf gestellt.

## Produktion

### Regie und Drehbuch
„In gewisser Weise ist die Suche nach Identität eine Geschichte des Erwachsenwerdens, aber ich denke, dass eine Suche nach Identität auf so viele verschiedene Arten erfolgen kann, und dann ist es eben die Geschichte eines Kindes oder eines Kindes, das in verschiedenen Kulturen aufgewachsen ist. Ich komme immer wieder auf diese Geschichten über die Suche nach Identität zurück.“

Regie führte Miwako Van Weyenberg, die auch das Drehbuch schrieb. Wie ihre Protagonistin stammen ihre Eltern aus Belgien und Japan. Bei Soft Leaves handelt es sich um ihr Spielfilmdebüt. Zuvor drehte Van Weyenberg drei Kurzfilme. In ihrem ersten Kurzfilm Hitorikko (Japanisch für „Einzelkind“), mit dem sie ihr Bachelor-Studium am Hoger Rijks Instituut voor Toneel en Cultuurspreiding abschloss, ging es um einen kleinen Jungen, der herausfindet, dass sein geschiedener Vater inzwischen eine neue Freundin hat. Ihr zweiter Kurzfilm  Il Faisait Noir erzählt die Geschichte zweier Zwillingsbrüder und von einer Tragödie in ihrem Leben. In ihrem dritten Kurzfilm Zomerregen (auch Summer Rain) beschäftigte sie sich mit dem Leben des Sohnes eines belgisch-japanischen Paares.

### Besetzung und Dreharbeiten

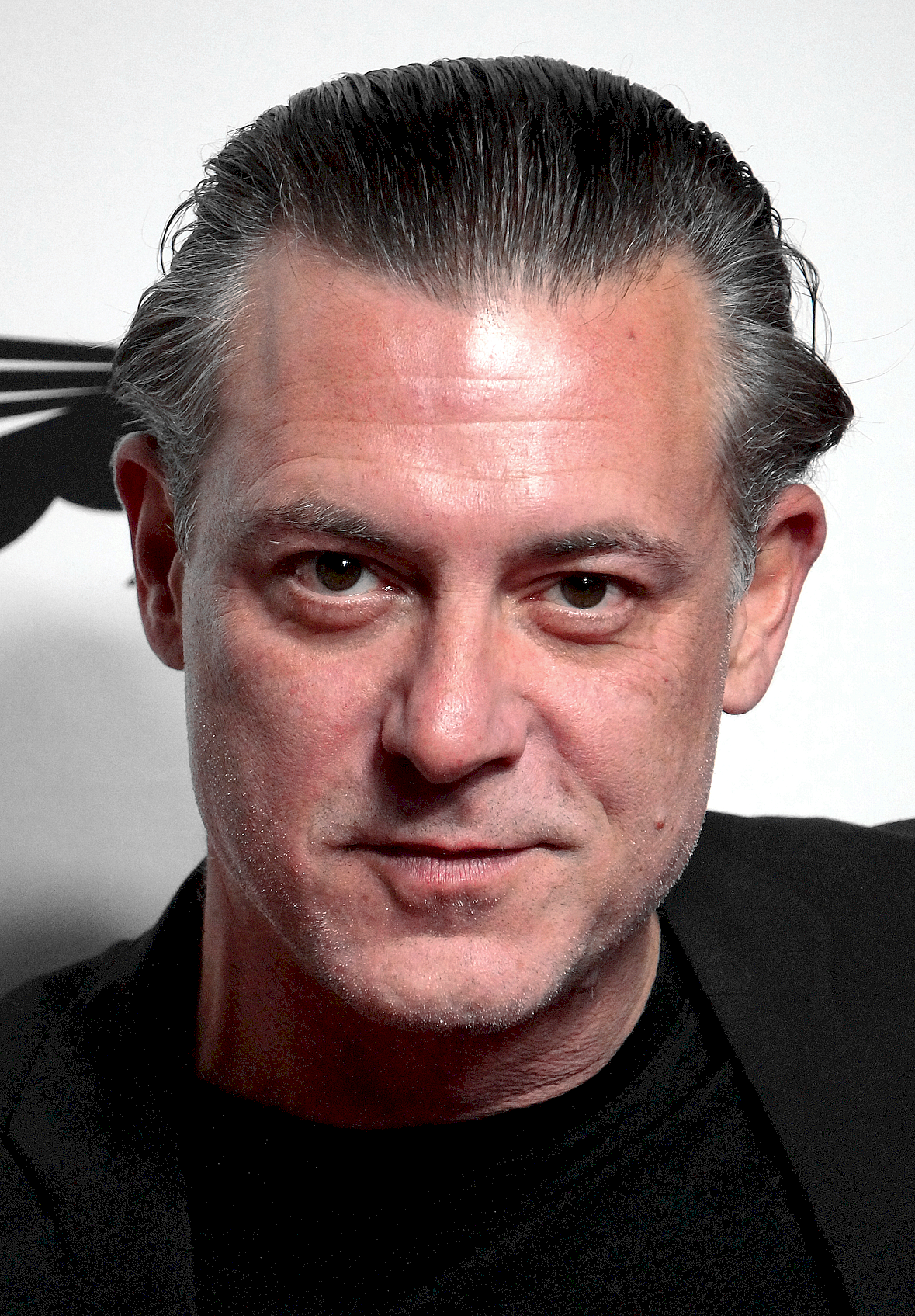
Geert Van Rampelberg spielt Yunas Vater Julien

Geert Van Rampelberg, im deutschsprachigen Raum bekannt aus Serien wie Code 37 und 24 Hours – Two Sides of Crime und Filmen wie Young Hearts, spielt Julien. Lill Berteloot spielt seine 11-jährige Tochter Yuna. Die deutsche Schauspielerin Lauren Müller ist in der Rolle einer Polizistin zu sehen. In weiteren Rollen sind Masako Tomita als Yunas Mutter Aika, Kaito Defoort als ihr Bruder Kai und Sara Hamasaki als Otoka zu sehen.
Als Kameramann fungierte der Franzose Tristan Galand.

### Veröffentlichung
Die Weltpremiere des Films fand am 1. Februar 2025 beim Internationalen Filmfestival Rotterdam statt, wo er für den Big Screen Award nominiert war. Ebenfalls Anfang Februar 2025 wurde Soft Leaves beim Filmfestival Oostende gezeigt. Der Kinostart in Belgien ist am 26. März 2025 geplant. Im Juli 2025 wird Soft Leaves beim Galway Film Fleadh gezeigt.

## Auszeichnungen
Filmfestival Oostende 2025
- Nominierung im Soon! Competition[6]

International Film Festival Rotterdam 2025
- Nominierung für den Big Screen Award[1]